# 古市徹雄
古市 徹雄（ふるいち てつお、1948年8月11日 - 2019年11月11日）は日本の建築家、都市計画家。福島県出身。

## 概要
丹下健三事務所時代はアフリカ・ナイジェリアの新首都アブジャ計画で現地に3年滞在し、フランス・カンヌやイタリアのボローニャ計画でローマに滞在し、中近東のサウヂ･アラビアやカタール滞在し、東南アジアに滞在し、東京都新都庁舎プロジェクトでは中心的な役割を果たす。11年の勤務後、独立した。主に公共建築を中心に幅広く設計活動をした。1995年、日本建築家協会JIA新人賞を受賞した。2004年、2005年と連続で日本建築学会選奨を受賞した。長崎県佐世保市の浄土宗九品寺計画でアメリカ建築家協会AIA「Business Week/Architectural Record Award」を受賞した。2001年から2002年にかけてヨーロッパ巡回の個展を行う。（ロンドン、バルセロナ、ミュンヘン、プラハ、ブルノ、ブラチスラバ等）。欧米の諸大学で招待講演を行う。アジアの建築家達との付き合いも深く、ベトナム、タイ、マレーシア、中国、韓国、モンゴル、インド、シンガポールの建築家達とシンポジウムや展覧会や日本とそれぞれの国々の学生間の共同ワークショップなどを企画実行した。
2006年、東京大学大学院で客員教授を務める。2010年、ミラノ工科大学Ph.D.コース、トリノ工科大学(Polytechnic University of Turin)Ph.D.コース、ロンドン大学バートレット校大学院、清華大学大学院で客員教授を務める。
2001年から2013年まで千葉工業大学教授を務めた。
2019年11月11日に71歳で死去した。代表を務めた古市徹雄都市建築研究所は死去の時点で解散していた。

## 略歴
- 1967年 - 福島県立白河高等学校卒業
- 1973年 - 早稲田大学理工学部建築学科卒業
卒業に際して卒業設計最優秀賞村野藤吾賞受賞
- 1975年 - 早稲田大学大学院理工学研究科修士課程修了
- 1975年 - 丹下健三都市建築設計研究所入所
- 1986年 - 丹下健三都市建築設計研究所円満退所
- 1988年 - 古市徹雄都市建築研究所設立

## 受賞歴
- 1995年 - 日本建築家協会JIA新人賞 「西海パールシーセンター（現・九十九島パールシーリゾート）」
- 1995年 - 公共建築賞優秀賞 「屋久杉自然館」
- 1997年 - いわて景観賞 「花巻市体育館」
- 1997年 - 福島県建築文化賞正賞 「棚倉町文化センター倉美館」
- 2000年 - 福島県建築文化賞優秀賞 「北会津村役場庁舎」
- 2000年 - 公共建築賞優秀賞 「棚倉町文化センター倉美館」
- 2001年 - AIA「Business Week/Architectural Record Award」 「浄土宗麟鳳山九品寺山門・納骨堂」
- 2003年 - 栃木県マロニエ建築賞 「栃木県なかがわ水遊園」
- 2004年 - 北海道赤レンガ建築賞 「六花亭真駒内ホール」
- 2005年 - 日本建築学会作品選奨 「栃木県なかがわ水遊園」
- 2006年 - 日本建築学会作品選奨 「六花亭真駒内ホール」

## 主な作品
- 屋久杉自然館（1990年）
- 鯨と海の科学館（1992年）
- 宮沢賢治イーハトーブ館（1992年）
- 西海パールシーセンター（1994年）現・九十九島パールシーリゾート
- 棚倉町文化センター（1995年）
- 花巻市総合体育館（1997年）
- 北会津村役場庁舎（1998年）
- 浄土宗麟鳳山九品寺山門・納骨堂（2000年）
- ハイテクプラザ会津若松技術支援センター（2001年）
- 栃木県なかがわ水遊園おもしろ魚館（2001年）
- 六花亭真駒内ホール（2002年）
- 浄土宗麟鳳山九品寺本堂（2003年）
- ナガサキピースミュージアム（2003年）
- 鹿児島県姶良町体育館（2005年）

## 著書
- 『風･光･水･地･神のデザイン』彰国社刊（2004年） ISBN 978-4395006977
- 『風･光･水･地･神的設計』（王淑珍訳）中国建築工業出版社刊（2006年） ISBN 7112078180
- 『世界遺産の建築を見よう』岩波書店刊（2007年） ISBN 978-4005005611
- 『ブータン伝統住居』ADP出版刊（2010年） ISBN 978-4903348230